# Трамп, Мэри Лия
Мэ́ри Лия Трамп (англ. Mary Lea Trump; род. 3 марта 1965 года, Нью-Йорк, США) — американский психолог, автор книг и бизнес-леди. Член Демократической партии США. Является племянницей 45-го и 47-го президента США Дональда Трампа.

## Биография

### Ранние годы
Мэри Леа Трамп родилась в семье стюардессы Линды Клэпп и Фреда Трампа-младшего, работавшего пилотом в авиакомпании Trans World Airlines. Является сестрой Фредерика Трампа III. В 1983 году окончила школу Этель Уокер. В Университете Тафтса занималась изучением английской литературы. Получила степень магистра в этой области при Колумбийском университете, для чего изучала произведения Уильяма Фолкнера. Имеет докторскую степень по клинической психологии в Институте перспективных психологических исследований Дернера при Университете Адельфи.

### Карьера
Трамп работала в Манхэттенском психиатрическом центре, трудясь над своим докторским исследованием. Она является одним из соавторов книги «Диагноз: шизофрения», выпущенной издательством Колумбийского университета в 2002 году. В магистратуре Мэри освоила психологию развития и психопатологию. Она является основателем и главным исполнительным директором Trump Coaching Group, специализирующейся на коучинге. Трамп также владела и управляла рядом малых предприятий в северо-восточной части страны.

#### Too Much and Never Enough
«Слишком много и всегда недостаточно: как моя семья создала самого опасного человека в мире» — это книга, написанная Мэри и опубликованная 14 июля 2020 года издательством Simon & Schuster. Согласно примечанию в начале книги, все записи были взяты либо из её собственных воспоминаний, либо из записанных разговоров с членами семьи и друзьями. Другими источниками были юридические, финансовые и семейные документы, а также электронная переписка. В книге подробно рассказывается о раскрытии налоговых деклараций семьи Трампов, опубликованных в The New York Times. Данное расследование получило Пулитцеровскую премию 2019 года. Невзирая на многочисленные иски против данной книги, апелляционный суд дал своё согласие на публикацию. В первый же день книга разошлась тиражом около миллиона экземпляров.
Мэри неоднократно появлялась в эфире популярных американских программ, таких как «Good Morning America» (ABC), «Позднее шоу со Стивеном Кольбером» (CBS), а также в эфире телеканалов CNN и MSNBC.

## Личная жизнь
В своей книге Мэри рассказала о том, что является человеком нетрадиционной сексуальной ориентации. Она вспоминала давнишний случай, когда её бабушка Мэри Энн Маклауд нелестно отзывалась о приверженцах такого рода течения. Это стало сдерживающим фактором для Мэри. Впоследствии она решила не делать так называемый каминг-аут. 
Она вступила в брак с женщиной, с которой позже воспитывала дочь, но вскоре развелась. 
Живёт на Лонг-Айленде, штат Нью-Йорк, совместно с дочерью. 

### Конфликт с семьёй Дональда Трампа
После смерти Фреда Трампа-старшего в 1999 году, Мэри и её брат Фред III пытались оспорить завещание своего деда. Согласно ему Трамп-старший оставил большую часть своего состояния в равных долях своим детям. Внукам было выделено по 200 000 долларов. Отец Мэри умер раньше своего отца. В связи с этим адвокаты Трампа-старшего рекомендовали ему внести изменения в завещание, чтобы оставить Мэри и её брату Фреду III большую долю, но Трамп-старший отказался это сделать.
Вскоре жена Фреда родила сына с редким и изнурительным заболеванием, которое потребовало дорогостоящего медицинского обслуживания. У семьи был собственный фонд, который оплачивал все медицинские расходы. После того, как Мэри и Фред III подали иск против Дональда Трампа и двух из трёх его живых братьев и сестёр, Мэри и Фред III сообщили, что медицинский фонд больше не будет оплачивать их медицинские расходы. Иск был урегулирован в 2001 году. Окончательное решение спора о разделе имущества Трампа-старшего не принесло им той доли, которую унаследовал бы их отец, если бы он был жив.
Мэри поддержала Хиллари Клинтон на президентских выборах 2016 года. 15 июля 2020 года в интервью ABC News она заявила, что хочет, чтобы Дональд Трамп ушёл с поста президента. Мэри сказала, что он «совершенно не способен руководить страной, и опасно позволять ему заниматься этим».